# Ola Wærhaug
Ola Wærhaug (ur. 24 grudnia 1937 w Skedsmo) – norweski biathlonista, wicemistrz olimpijski i dwukrotny mistrz świata.

## Kariera
W 1960 roku wystąpił na igrzyskach olimpijskich w Squaw Valley, gdzie w biegu indywidualnym zajął siódme miejsce. Na rozgrywanych cztery lata później igrzyskach w Innsbrucku w tej samej konkurencji zajął 22. miejsce. Brał też udział w igrzyskach olimpijskich w Grenoble wspólnie z Olavem Jordetem, Magnarem Solbergiem i Jonem Istadem zdobył srebrny medal w sztafecie. W biegu indywidualnym był tym razem trzynasty.
Podczas mistrzostw świata w Elverum w 1965 roku razem z Olavem Jordetem i Ivarem Nordkildem zdobył złoty medal w biegu drużynowym. Na tej samej imprezie był czwarty indywidualnie, przegrywając walkę o podium z Anttim Tyrväinenem z Finlandii, zaś w nieoficjalnej konkurencji sztafet zdobył złoty medal. Zdobył również złoty medal w sztafecie na mistrzostwach świata w Altenbergu dwa lata później, gdzie startował z Jonem Istadem, Ragnarem Tveitenem i Olavem Jordetem. W biegu indywidualnym zajął tam piąte miejsce, co było drugim wynikiem wśród Norwegów.

## Osiągnięcia

### Igrzyska olimpijskie
| Rok  | Miejscowość  | Konkurencje | Konkurencje | Konkurencje | Konkurencje | Konkurencje | Konkurencje | Konkurencje |
| Rok  | Miejscowość  | IN          | SP          | PU          | MS          | RL          | MR          | SR          |
| ---- | ------------ | ----------- | ----------- | ----------- | ----------- | ----------- | ----------- | ----------- |
| 1960 | Squaw Valley | 7.          | nd.         | nd.         | nd.         | nd.         | nd.         | –           |
| 1964 | Innsbruck    | 22.         | nd.         | nd.         | nd.         | nd.         | nd.         | –           |
| 1968 | Grenoble     | 13.         | nd.         | nd.         | nd.         | 2.          | nd.         | –           |

### Mistrzostwa świata
| Rok  | Miejscowość            | Konkurencje | Konkurencje | Konkurencje | Konkurencje | Konkurencje | Konkurencje | Konkurencje |
| Rok  | Miejscowość            | IN          | SP          | PU          | MS          | RL          | MR          | SR          |
| ---- | ---------------------- | ----------- | ----------- | ----------- | ----------- | ----------- | ----------- | ----------- |
| 1962 | Hämeenlinna            | 23.         | nd.         | nd.         | nd.         | –           | nd.         | –           |
| 1965 | Elverum                | 4.          | nd.         | nd.         | nd.         | 1.          | nd.         | –           |
| 1966 | Garmisch-Partenkirchen | 23.         | nd.         | nd.         | nd.         | –           | nd.         | –           |
| 1967 | Altenberg              | 5.          | nd.         | nd.         | nd.         | 1.          | nd.         | –           |